# Taypaliito iorebotco
Taypaliito iorebotco Barrion & Litsinger, 1995 è un ragno appartenente alla famiglia Thomisidae.
È l'unica specie nota del genere Taypaliito.

## Etimologia
Il nome del genere è una combinazione di tagalog e di taglish e riguarda la piccolezza dei femori di questa specie: femore (=tay) ristretto (=paliit)
Il nome proprio della specie ricorda il giorno 10 ottobre in cui è stata descritta, data in cui nelle Filippine si festeggia la Giornata della lealtà: è composta da una prima parte io che è la "versione in lettere" della cifra del giorno, il 10, e da una seconda parte che è october scritto alla rovescia, cioè rebotco

## Distribuzione
L'unica specie oggi nota di questo genere è stata rinvenuta nelle Filippine: nell'area del monte Cabigaan, presso la cittadina di Aborlan, nella provincia di Palawan.

## Tassonomia
Dal 1995 non sono stati esaminati altri esemplari, né sono state descritte sottospecie al 2015.